# White Roses
White Roses (с англ. — «Белые розы») — песня в стиле поп и инди-поп американского музыканта Грейсона Ченса, выпущенная 15 марта 2019 года в качестве четвёртого (после «Shut Up», «Timekeeper» (промо сингл) и «Yours») и последнего сингла с его второго сольного студийного альбома «Portraits».
Песня «White Roses» включена на сольный альбом Ченса «Portraits», на неё был снят видеоклип. Однако, в качестве сингла вышла акустическая версия песни «White Roses (acoustic)».

## История
В марте 2019 года после восьмилетнего перерыва вышел второй сольный альбом Ченса «Portraits». Первыми синглами с диска стали песни «Shut Up» и «Timekeeper», вышедшие до релиза альбома, а также «Yours», увидевшая свет в марте 2019 года. В августе вышел последний сингл с альбома, акустическая версия песни «White Roses».
В интервью «1883 Music» Ченс рассказал, что песня «White Roses» была написана одной из первых для альбома «Portraits». Она о парне, с которым он был невероятно близок к тому, чтобы зарегистрировать отношения. Они познакомились, когда Ченс учился в школе. Текст песни точно отражает то, что произошло между молодыми людьми на самом деле — то, как этот парень порвал отношения с музыкантом.
В интервью журналу «Paper» Ченс рассказал, что эта песня является самой личной из всех треков на альбоме.
Песня так сильно отражает личные переживания музыканта, что во время проведения гастролей «Portraits World Tour» он поспорил со своим коллегой Вилли Биманом (англ. Willy Beaman) на $500, что продержится весь тур ни разу не заплакав при исполнении этой песни на концертах. Вместе с тем в интервью Ченс признался, что ему было невероятно трудно исполнять эту песню во время тура.

## Видеоклип
На альбомную версию песни был снят видеоклип. Режиссёром клипа стал Бобби Ханафорд (англ. Bobby Hanaford), а также впервые сам Грейсон Ченс. Музыкант обсуждал идею клипа с Ханафордом в течение года, предшествующего съемкам. В ходе обсуждений концепция видео неоднократно менялась. Видео рассказывает историю парня, который переживает и осознает собственную сексуальность. Клип был снят в трейлер-парке в городе Ланкастер, штат Калифорния.
Совершив каминг-аут в июле 2017 года, Ченс рассказывает похожую историю в видеоклипе: «его герой не стыдится того, кем он является, скорее он сломлен», говорит музыкант.

## Отзывы критиков
- Портал «Odyssey» в обзоре альбома «Portraits» называет «White Roses» «самой болезненной песней для прослушивания» и «истинным произведением искусства»[11].
- Изабелла Эрнсбергер, обозреватель «The Tower» в своей рецензии отмечает, что «White Roses» — одна из наиболее понравившихся ей песен на альбоме. Это «прекрасная баллада, рассказывающая искреннюю и ранимую историю, в которой может оказаться каждый»[12].
- Обозреватель еженедельного индийского новостного журнала «India Today» Сими Куриакоз в своей рецензии на сингл называет его «впечатляющим, учитывая что его автор 21-летний парень»[13].
- Портал «The Musical Hype» в рецензии альбома «Portraits» отмечает, что в «White Roses» Грейсон Ченс «продолжает звучать потрясающе с точки зрения вокала, внося в свое исполнение множество нюансов и экспрессии»[14].